# 이바단 대학교
이바단 대학교(영어: University of Ibadan, UI)는 나이지리아 이바단에 있는 공립 대학이다. 1948년에 유니버시티 칼리지 이바단(영어: University College Ibadan)이라는 이름으로 설립되었다. 1962년에 독립 대학교가 되었고 나이지리아에서 가장 오래된 학위 수여 기관이다. 대학원 네트워크를 통해 이바단 대학교는 나이지리아의 정치, 산업, 경제 및 문화 발전에 기여했다. 이바단 대학교의 역사와 영향력은 이 대학을 아프리카에서 가장 유명한 대학들 중 하나로 만들었다.
이바단 대학교는 예술, 과학, 기초 의학, 임상 과학, 농업, 사회 과학, 교육, 수의학, 약학, 기술, 법, 공중 보건, 치과, 경제 및 경영 과학, 재생 가능한 천연 자원, 등 17개의 학부로 구성된 92개의 학문 부서로 구성되어 있다, 환경 설계 및 관리, 그리고 다학제적 연구이다. 기초 의학, 임상 과학, 공중 보건 및 치과 학부는 의과 대학으로 구성되어 있다. 이 대학에는 아동 보건 연구소, 교육 연구소, 아프리카 연구소, 아동 청소년 및 정신 건강 센터, 기업가정신 및 혁신 센터(CEI), 첨단 의료 연구 및 훈련 연구소(IAMRAT), 심혈관 질환 연구소, 아프리카 연구소 등이 있고, CDDDP(Centre for Drug Discovery, Development & Production) 및 CCPZ(Centre for Control & Prevention of Zoonosis) 센터이다. 최근 설립된 감염병연구소(IDI), 경영대학원(UISB), 국립산모, 아동, 신생아건강연구소(NIMCNH)가 운영을 시작했다.
이바단 대학교에는 정규 학습 모드로 학생 인구의 약 30%를 수용할 수 있는 15개의 기숙사가 있다. 이 대학의 유명한 홀들 중 일부는 테더 홀 경, 케네스 멜란비 홀, 술탄 벨로 홀, 은남디 아지키웨 홀, 독립 홀, 타파와 발레와 홀, 쿠티 홀, 퀸 이디아 홀, 퀸 엘리자베스 홀 그리고 서아프리카에서 가장 큰 여성 홀인 오바페미 아올로우 홀을 포함한다. 대학의 총 직원 수는 5,339명이며, 선후배 직원을 위한 1,212개의 주택 단위가 있다. 이 대학은 캠퍼스에 직원과 학생을 위한 주거 및 스포츠 시설과 별도의 식물 및 동물학 정원을 갖추고 있다.
대학은 노벨 문학상 수상자, 저명한 수학자, 과학자, 정치인, 변호사, 사업 아이콘, 철학자, 작가, 군주, 수많은 기술 관료, 나이지리아 국가 훈장 수상자, 다양한 학술원의 펠로우를 포함한 많은 주목할 만한 동문들을 교육했다. 2016년 9월, 이 대학은 《타임스 고등교육》 순위에서 상위 1000위에 오른 최초의 나이지리아 대학이 되었다. 그 이전에, 그것은 항상 웹메트릭 순위에서 상위 10개의 아프리카 대학에 올랐다. 웹메트릭에 따르면 UI는 현재 나이지리아에서 1위, 세계에서 1196위를 차지하고 있다.

## 역사
대학교의 기원은 런던 대학교에 있다. 1948년 유니버시티 칼리지 이바단이라는 이름으로 설립되었으며 1967년까지 런던 대학교의 학사 프로그램을 감독하고 학위를 수여했다. 설립은 당시 영국 식민지의 애스키스와 엘리엇 고등교육위원회의 권고에 따라 런던 대학교의 2개 대학을 가나와 나이지리아에 설립하도록 한 결과이다. 야바 칼리지는 나이지리아 최초의 고등교육기관으로 1932년 라고스의 야바에 설립되었다.
그러나 야바 칼리지의 제한된 목표와 나이지리아 민족주의자들의 자기계발과 무제한 교육에 대한 아우성은 1948년 나이지리아 최초의 대학으로 이바단 대학교를 설립하게 했다. 야바 고등학교의 직원들과 학생들은 새로운 유니버시티 칼리지 이바단을 만들기 위해 이바단으로 옮겨졌다.
1947년 케네스 멜런비가 초대 교장으로 임명되었고, 1948년 1월 18일에 대학을 설립했다. 1948년 11월 17일에 영구적인 부지의 잔디가 깎였고, 그 날짜는 현재 창립자의 날로 알려져 있다. 대학의 첫 건물은 저명한 모더니즘 건축가 맥스웰 프라이와 제인 드루에 의해 설계되었다. 1950년대의 건설은 열대 모더니즘 양식에 따라 행정 구역, 주거 대학, 학술 시설로 구성되었다.
1960년 나이지리아의 독립과 여러 기관의 국내화 추진에 따라 UCI는 1962년 초에 본격적인 독립 대학교가 되었고 이름은 이바단 대학교로 변경되었다.
1963년 말, 대학 운동장에서, 토킹 드럼으로 장식된 축하 행사와 함께, 독립 나이지리아의 초대 총리 아부바카르 타파와 발레와는 독립 대학의 첫 번째 총재가 되었다. 이 대학의 첫 번째 나이지리아 부총장은 케네스 다이크였고, 그의 이름을 이 대학 도서관이 지어졌다.

## 학부
2011년 8월, 당시 나이지리아 교육부 장관이었던 루카야 아흐메드 루파이는 이바단 대학교가 범아프리카 대학교의 나이지리아 노드인 지구 생명과학 연구소를 유치할 것이라고 발표했다.
의과 대학(기초 의학, 임상 과학, 치과, 공중 보건 학부로 구성)의 주요 부서는 본 대학에서 약 5km 떨어진 유니버시티 칼리지 병원 내에 위치해 있다. 이 대학에는 임상 연수 중인 학생들을 위한 기숙사인 알렉산더 브라운 홀이 있다. 1980년 8월에 설립되었다. 과거의 부제로는 올루울레 아칸데, 이삭 아드웨울레, 아키닌카 오미그보둔 등이 있다.

## 분쟁
2017년 5월 29일, 학교 경영진은 학부생들을 위한 학업 활동을 중단했다. 이는 총학생회의 항의에 따른 것이었다. 학생회는 학생들에게 신분증을 발급하지 않은 것과 일부 전기제품의 불법행위에 대해 학교 당국과 의견이 달랐다. 6월 9일, 학교는 6월 20일에 재개교할 것이라고 발표되었다. 학교는 7월 2일에 활동을 재개했다.